# Maximiliano Alaníz
Maximiliano Manuel Alaníz Moreno (Mendoza, Argentina; 1 de mayo de 1990) es un futbolista argentino. Juega de delantero.

## Clubes
| Club                              | País      | Año       |
| --------------------------------- | --------- | --------- |
| Godoy Cruz                        | Argentina | 2008-2010 |
| Huracán (CR)                      | Argentina | 2010-2012 |
| Magallanes                        | Chile     | 2012-2013 |
| Deportes Puerto Montt             | Chile     | 2013-2014 |
| Deportes Valdivia                 | Chile     | 2014-2015 |
| San Antonio Unido                 | Chile     | 2015-2016 |
| Club Atlético Gimnasia y Esgrima  | Argentina | 2017      |
| Asociación Atlética Luján de Cuyo | Argentina | 2017-     |

- Datos: Q5658939